# Frank Southall
Pour les articles homonymes, voir Southall.
William Frank Southall, né le 2 juillet 1904 à Wandsworth et mort le 5 avril 1964 à Hayling Island, est un coureur cycliste britannique. 
Il a remporté deux médailles d'argent aux Jeux olympiques d'été de 1928 à Amsterdam, dans la course en ligne et le contre-la-montre par équipes. Il a également été médaillé de bronze en poursuite par équipes aux Jeux de 1932 de Los Angeles.